# Eugen Kogon
Eugen Kogon, född 2 februari 1903 i München, död 24 juli 1987 i Königstein im Taunus, var en tysk författare och sociolog.
Kogon var motståndare till den nazistiska regimen i Tyskland och blev därför arresterad ett flertal gånger. Från 1939 till 1945 satt han internerad i koncentrationslägret Buchenwald.
Kogons mest kända bok är  SS-staten: de tyska koncentrationslägrens system  (Der SS-Staat. Das System der deutschen Konzentrationslager. Verlag Karl Alber, München 1946. 44. Auflage: Heyne Verlag, München 2006. ISBN 978-3-453-02978-1)